# Крамър срещу Крамър
„Крамър срещу Крамър“ (на английски: Kramer vs. Kramer) е американски филм от 1979 година, драма на режисьора Робърт Бентън по негов собствен сценарий, базиран на едноименния роман на Ейвъри Корман.

## Сюжет
Разказва се за развода на двама американски граждани и ефекта, който той оказва на всички, включително и на тяхното малко дете. След като Джоан Крамър напуска Тед Крамър, работещият татко трябва да се грижи за сина си. След време майката се връща и започва битка за правата над детето.

## В ролите
| Актьор           | Роля                 |
| ---------------- | -------------------- |
| Дъстин Хофман    | Тед Крамър           |
| Мерил Стрийп     | Джоан (Стерн) Крамър |
| Джъстин Хенри    | Били Крамър          |
| Джейн Александър | Маргарет Фелпс       |
| Патра Кинг       | Пети Фелпс           |
| Мелиса Морел     | Ким Фелпс            |
| Хауърд Дъф       | Джон Шонеси          |
| Джордж Ко        | Джим О'Конър         |
| Джо Бет Уилямс   | Филис Бернар         |

## Награди и номинации
Филмът печели награди „Оскар“ в следните категории:
- главна мъжка роля (Д. Хофман)
- поддържаща женска роля (М. Стрийп)
- режисура (Р. Бентън)
- филм (Стенли Джаф)
- адаптиран сценарий (Р. Бентън)

Освен това получава номинации за „Оскар“ в следните категории:
- поддържаща мъжка роля (Дж. Хенри)
- поддържаща женска роля (Дж. Александър)
- сценография (Нестор Алмендрос)
- монтаж (Джералд Грийнбърг)

„Крамър срещу Крамър“ има 4 награди „Златен глобус“ и още 4 номинации, както и още много други награди.